# ارکیده راهبه سفید
ارکیده اسکینر (نام علمی: Lycaste skinneri)، نام یکی از گونه‌های تیرهٔ ثعلبیان است. گل‌های صورتی رنگ آن به صورت تک گل بر روی ساقه‌هایی به ارتفاع ۳۰ قرار گرفته و پهنای گل آن ۱۵ سانتیمتر می‌رسد. گل آن در پاییز و زمستان شکوفا می‌شود. این گیاه برگریز است و برگ آن در حدود ۷۰ سانتیمتر طول دارد.
ارکیده اسکینر گل ملی کشور گواتمالا یکی از کشورهای آمریکای مرکزی است.